# 宋襄公
宋襄公（？—前637年），子姓，名兹甫，宋桓公次子，在部分史料中被认定为春秋五霸之一，為春秋时期宋國君主，在位十四年（前650年－前637年）。

## 生平

### 東宮圖治
周襄王二年（前650年），宋襄公即位，以其庶兄公子目夷為相，行“東宮圖治”。
周襄王九年（前643年），齊桓公重病，齊國五公子（公子無虧、公子昭、公子潘、公子元、公子商人）各率党羽争位。冬十月七日，齊桓公餓死。五公子互相攻打，齊國一片混乱。公子昭奔宋。

### 欲合諸侯
周襄王十年（前642年），宋襄公率領衛國、曹国和邾国等四國人馬打到齊國，齊人裡應外合，把逃到宋國求援的公子昭擁立為齊孝公，襄公因此小有名氣。
宋襄公開始雄心勃勃，想繼承齊桓公的霸業。
周襄王十一年（前641年），宋襄公借会盟之机拘捕滕宣公，圍攻曹國，子魚諫其以德服人。后来楚成王借会盟之机劫持宋襄公，后释放。

### 仁義大旗
周襄王十四年冬十一月（前638年夏曆九月），宋與楚戰於泓水之戰（今河南柘城西北），當時楚兵強大，大司馬子魚勸襄公趁楚人渡水之時截殺之，此時襄公卻大講「仁義」，要待楚兵渡河列陣才攻擊之；當楚軍上岸時，子鱼又劝宋襄公趁楚军此时陣列尚未成形時襲殺之，襄公再拒絕。結果宋師大敗，襄公也被射中了大腿。

### 宋公末路
周襄王十五年（前637年）夏，宋公因重傷而薨，其子宋成公王臣繼位。

## 家庭
母
- 宋桓夫人，許穆夫人親姐。

兄弟
- 庶兄公子目夷
- 弟公子荡

妻
- 宋襄公夫人

子女
- 宋成公王臣
- 宋君禦，把宋成公的太子殺掉，自立為君。一年後，諸公子殺宋君禦，立公子杵臼为君，是為宋昭公。

孫
- 宋昭公杵臼。宋成公之子。
- 宋文公子鮑，宋昭公之庶弟。聯合（祖母輩：宋襄公夫人），弒兄宋昭公而自立。
- 司城须，宋文公的同母弟弟。

## 評價
- 呂祖謙《宋襄公欲合諸侯》：「公羊子以宋襄之戰，為文王之過。嗚呼！宋襄何足以知文王？若子魚乃真知文王者也。子魚諫宋襄之伐曹曰：「文王聞崇徳亂而伐之，軍三旬而不降，退修教而復伐之。因壘而降。」其言薰然而不傷，退然而不伐。妙得文王之本心。至於泓之戰，其諫宋襄之辭，發揚激厲，奮起勁悍，驟與前日異，若與文王不相似。與變推移，不主故常，此真學文王者也。知子魚之善學文王，則知宋襄之不善學文王矣。」[2]
- 张宏杰作书《宋襄公的愚蠢诠释了贵族精神》为宋襄公平反：“春秋时期的军队都是以贵族为主体，战士人数不多，几百辆战国（战车）而已，每次战争一般不超过一天。因此那个时候的战争更像是一次大规模的绅士间的决斗。贵族们在战争中比的是勇气和实力，偷袭、欺诈、乘人之危都是不道德的。正如徐杰令所说：“春秋战争裡最大的特点，在于讲究承诺，遵守信义，不以阴谋狡诈取胜。”宋襄公所说的“不重伤（不让人二次受伤，就是不攻击伤员），不禽二毛（不俘虏老年人），不鼓不成列（对方没有排好队列时，本方不能进攻）”，和《淮南子》所说“古之伐国，不杀黄口，不获二毛”，正是那个时代普遍的战争规范。作为殷朝贵族后代、从小受到严格贵族教育的宋襄公，讲究贵族风度是他根深柢固、深入骨髓的观念。在战争中，他既要取胜，也要赢得“漂亮”、赢得“合理”、赢得“高贵”。甚至在一定意义上，风度大于胜败。那些今天看起来迂腐的礼仪其实不仅仅是仪式和礼节，更是一个阶级不可更改的文化信念。宋襄公的“愚蠢”，其实是那个时代贵族风度的光彩流露。” [3]
- 呂思勉《先秦史：呂思勉先生所著的四部斷代史之一》：齊桓既歿，晉文未興，北方無復一等國，楚雖盛，中原諸國尚未甘服﹔宋襄乃乘機圖霸。宋襄之起，似始與齊爭，後與楚爭。[4]

## 影视形象
- 1996年上映的电视剧《東周列國·春秋篇》中，宋襄公由修宗迪飾演。

## 文獻
- 《左氏春秋》
- 《東萊左氏博議》